# Magny-Saint-Médard
Magny-Saint-Médard ist eine französische Gemeinde mit 339 Einwohnern (Stand 1. Januar 2022) im Département Côte-d’Or in der Region Bourgogne-Franche-Comté. Sie gehört zum Arrondissement Dijon und zum Kanton Saint-Apollinaire.

## Geographie
Das Flüsschen Albane entspringt hier, durchquert das Gemeindegebiet und entwässert zur Bèze. Umgeben wird Magny-Saint-Médard von den Gemeinden Tanay im Norden, von Bézouotte im Osten, von Belleneuve im Süden und von Arceau im Westen.

## Bevölkerungsentwicklung
| Jahr                       | 1962 | 1968 | 1975 | 1982 | 1990 | 1999 | 2008 | 2012 | 2019 |
| Einwohner                  | 207  | 224  | 240  | 217  | 209  | 224  | 244  | 274  | 316  |
| Quellen: Cassini und INSEE |      |      |      |      |      |      |      |      |      |